# Liegi-Bastogne-Liegi 1973
La Liegi-Bastogne-Liegi 1973, cinquantanovesima edizione della corsa, fu disputata il 22 aprile 1973 per un percorso di 236 km. Fu vinta dal belga Eddy Merckx, giunto al traguardo in 6h13'55" alla media di 37,869 km/h, precedendo i connazionali Frans Verbeeck e Walter Godefroot.
Dei 150 ciclisti alla partenza furono in 65 a portare a termine la gara.

## Ordine d'arrivo (Top 10)
| Pos. | Corridore        | Squadra  | Tempo    |
| ---- | ---------------- | -------- | -------- |
| 1    | Eddy Merckx      | Molteni  | 6h13'55" |
| 2    | Frans Verbeeck   | Watney   | s.t.     |
| 3    | Walter Godefroot | Flandria | s.t.     |
| 4    | Raymond Poulidor | Gan      | s.t.     |
| 5    | Régis Ovion      | Peugeot  | s.t.     |
| 6    | Bernard Thévenet | Peugeot  | s.t.     |
| 7    | Leif Mortensen   | Bic      | s.t.     |
| 8    | Georges Pintens  | Rokado   | s.t.     |
| 9    | Joop Zoetemelk   | Gitane   | s.t.     |
| 10   | Victor Van Schil | Molteni  | s.t.     |